# Liste arabischer Zeitungen

## Internationale arabische Zeitungen
- Al-Arab (Sitz London, von Libyen finanziert)
- al-Quds al-arabi (Sitz London)
- Al-Hayat (Sitz früher Beirut, jetzt Saudi-Arabien)
- Almadina Magazin (Sitz in Berlin)
- Asharq al-Awsat (Sitz London / Saudi-Arabien)
- Arab Times (USA)

## Ägypten
- Al-Ahram
- Al-Arabi
- Akhbar El Yom
- Elakhbar
- Aqidati
- Al-Dostour
- Al-Ghad
- al-Gomhuria
- Almasry Alyoum
- May
- al-Messa
- al-Osboa
- al-Siyassa al-Dawliya
- al-Wafd
- Watani
- Daily News Egypt (englisch)
- al-Ahram Weekly (englisch)
- al-Ahram Hebdo (französisch)
- Egyptian Gazette (englisch)
- Egypt Today (englisch, monatlich)
- Middle East Times (englisch)
- Le Progrès Dimanche (französisch)
- Le Progrès Egyptien (französisch)
- al-Siyassa al-Dawliya (englisch)
- Watani (englisch)

## Algerien

### Algerische arabische Zeitungen
- Akhersaa
- An-Nasr
- Ech-chaab
- Echorouk (arabisch, englisch)
- Al-fadjr
- El Khabar (arabisch, englisch, französisch)
- El-Youm
- El-massa
- Echibek
- El Mouaten
- Djazair News
- Essafir
- El-Bilad
- Elheddaf
- Echibek
- Elmouaten
- Sawt-Alahrar
- Akhbar Assayarat
- Akhbar El-ousboû
- Akhbar El-ousboû El-arabi
- Al Aila
- Al Bassair
- Al Mohakik Assiri
- Ech-chayma
- Ech-chorouk El-arabi
- El Ahdath
- El Akhbar
- El Djamila
- El Djarida
- El Djoumhouria
- El Khabar Hebdo
- El Kora
- El Moubile GSM
- El Moustakbel
- El Wassat
- Essafir Net
- France-Maghreb News (arabisch, französisch)
- Hawadeth El Khabar
- Hawadeth et Tassali Essafir
- Mawîd Hawa
- Min Malaîb El Âlem
- Ouyoune
- Panorama
- Saïdati Eldjamila
- Zahra El-arabi

### Algerische französischsprachige Zeitungen
- El Acil (französ.)
- L'Expression (französ.)
- Horizons (französ.)
- Le Jeune Independant (französ.)
- L'Authentique (französ.)
- L'époque (französ.)
- el Moudjahid (französ.)
- La Nouvelle République (französ.)
- Le Soir d'Algerie (französ.)
- La Tribune (französ.)
- L'Est Républicain  (französ.)
- Elwatan (französ.)
- Le butter (französ.)
- Infosoir (französ.)
- L'index  (französ.)
- La Gazette d'Alger (französ.)
- La Gazette des Finances (französ.)
- Le Carrefour d'Algérie (französ.)
- Le Citoyen (französ.)
- Le Courrier d'Algérie (französ.)
- Le Jour d'Algérie (französ.)
- Le Mobile GSM (französ.)
- Le Maghreb (französ.)
- Les Annonces Spécialisées (französ.)
- Les Nouvelles Confidences (französ.)
- Liberté-Algerie (französ.)
- Liberté économie (französ.)
- Liberté FOOT (französ.)
- Maracana Hebdo (französ.)
- Ouest Tribune (französ.)
- Transaction d'Algérie (französ.)
- Alger Hebdo (französ.)
- Alger républicain (französ.)
- Compétition (französ.)
- Côte Ouest  (französ.)
- Ouest Tribune (französ.)
- La Voix de l'Oranie (französ.)
- Le Quotidien d'Oran  (französ.)
- It-mag (französ.)
- La Dépêche de Kabylie (französ.)
- L'Echo d'Oran  (französ.)
- Les Débats (französ.)

## Bahrain
- Akhbar Alkhaleej
- Alayam
- al-Wasat
- Bahrain Tribune (englisch)
- Gulf Daily News (englisch)

## Dschibuti
- Nation, La (französ.)

## Irak
- Azzaman
- al-Mendhar
- Nahrain
- al-Rafidayn
- al-Sabaah
- Tareek Al Shaab
- al-Mendhar (englisch)
- Kaldu Ashur (kurdisch)
- Regay (kurdisch)

## Israel

### Israelische arabische Zeitungen
- Akhbar-al-Naqab
- Fasl al-Maqal
- Kul al-Arab
- Panorama
- al-Sabar
- Sawt al-Haqq wal-Hurriya
- as-Sennara
- Yafa News

## Jemen
- al-Ayyam
- al-Jumhuriya
- al-Mithaq
- al-Motamar
- Naba al-Haqiqa
- Ray
- al-Sahwa
- 26. September
- al-Shoura
- al-Thaqafiah
- al-Thawra
- al-Wahdawi
- al-Sahwa (englisch)
- Shabab Yemeni
- Yemen Times (englisch)
- Yemen Observer (englisch)

## Jordanien
- al-Arab al-Yawm
- ad-Dustour
- al-Ghad
- al-Ra'i
- as-Sabeel
- Jordan Times (englisch)
- The Star (englisch)

## Komoren
- al-Watwan (französ.)
- Wewu (französ.)

## Kuwait
- al-Qabas
- al-Rai-al-Aam
- Taleea
- al-Watan
- Arab Times (Eng)
- Kuwait Times (Eng)

## Libanon
- al-Akhbar
- al-Aman
- al-Anwar
- al-Balad
- al-Intiqad
- al-Kalima
- al-Kifah al-Arabi
- al-Liwaa
- an-Nahar
- al-Massira
- al-Mustaqbal
- al-Ousbou' al-Arabi
- al-Safir
- al-Sharq
- al-Waie
- al-Watan al-Arabi
- The Daily Star (englisch)
- Monday Morning (englisch)
- L’Orient-Le Jour (französisch)
- La Revue du Liban (französisch)

## Libyen
- al-Fajr al-Jadid
- al-Jamahiriyah
- al-Shams
- al-Zahf Al-Akhdar

## Mauretanien
- Akhbar Nouakchott
- Nouakchott Info (französ.)

## Marokko
- al-Alam
- Al Ahdath Al Maghribia
- almassae
- Attajdid
- al-Ayam
- Bayane al-Yaoume
- as-Sabah
- Aujourd'hui Le Maroc (französ.)
- L’Économiste (französ.)
- La Gazette du Maroc (französ.)
- al-Jarida al-Maghribia (französ.)
- Le Journal de Tanger (französ.)
- Le Journal-Hebdomadaire (französ.)
- Libération (Marokko) (französ.)
- Maroc Hebdo (französ.)
- Le Matin (französ.)
- Morocco Times (englisch)
- La Nouvelle Tribune (französ.)
- L’Opinion (französ.)
- Telquel (französ.)
- La Verité (französ.)
- La Vie Éco (französ.)

## Oman
- Oman
- al-Watan
- Oman Observer (englisch)
- Times of Oman (englisch)
- Oman Tribune (englisch)

## Palästina
- al-Ayyam
- Filasteen al-Muslimah
- al-Hayat al-Jadida
- al-Karmel
- al-Manar
- al-Massar
- al-Quds

## Katar
- al-Rayah
- al-Sharq
- al-Watan
- Gulf Times (englisch)
- Qatar Journal (englisch)
- The Peninsula (englisch)

## Saudi-Arabien
- Al Jazirah Zeitung (arabisch)
- al-Jeel
- al-Madina
- Naseej
- Okaz
- Al-Riyadh
- Arab News
- Al-Watan
- Al-Hayat
- Al-Madina
- Asharq al-Awsat
- Saudi Gazette
- Al Eqtisadiah
- Itidal
- Al Saudia Al Yawm

## Sudan
Quelle:
- al-Jareeda[2]
- al-Ray al-ʿAm
- As-Sahafa
- Andariya (Online-Magazin)
- Dabanga Sudan[3]
- SudaneseOnline[4]
- Sudan News Agency (Suna)
- Sudan Tribune[5]

## Syrien
- al-Furat
- al-Jamahir
- al-Ouruba
- al-Thawra
- Tishreen
- al-Wehda
- Syria Times (englisch)
- Syria Today (englisch)

## Tunesien
- al-Chourouk
- al-Horria
- as-Sabah
- Attounissia (arabisch)
- es-Sahafa
- L’Économiste Maghrébin (französ.)
- La Presse (französ.)
- Le Quotidien (französ.)
- Réalités (französ.)
- Le Renouveau (französ.)
- Le Temps (französ.)
- Tunis Hebdo (französ.)

## Vereinigte Arabische Emirate
- Akhbar al-Arab
- al-Bayan
- al-Ittihad
- al-Khaleej
- Emirates Today (englisch)
- Gulf News (englisch)
- Khaleej Times (englisch)